# Halalaimus florescens
Halalaimus florescens är en rundmaskart som beskrevs av Gerlach 1967. Halalaimus florescens ingår i släktet Halalaimus och familjen Oxystominidae. Inga underarter finns listade i Catalogue of Life.